# Dälek
A Dälek amerikai együttes. 1998-ban alakultak meg a New Jersey állambeli Newarkban. Experimental hiphop, indusztriális hiphop, alternatív hiphop és shoegazing műfajokban játszanak. Nevük a népszerű Ki vagy, doki? című televíziós sorozatban szereplő negatív robot fajnak, a Daleknak a stilizált alakja.

## Története
Első nagylemezüket 1998-ban adták ki. Zenei hatásukként az Einstürzende Neubauten, My Bloody Valentine (együttes) és Public Enemy együtteseket jelölték meg. Lemezeiket az Ipecac Recordings és a Profound Lore Records kiadók dobják piacra. 2011-ben feloszlottak, 2015-ben újraegyesültek.

## Tagjai
Az együttes hullámzó felállással rendelkezett, jelenlegi tagjai:
- DJ Rek
- Mike Mare
- Will Brooks

## Diszkográfia
- Nekro Negro Necros (1998)
- From Filthy Tongue of Gods and Griots (2002)
- Absence (2005)
- Abandoned Language (2007)
- Gutter Tactics (2009)
- Untitled (2010)
- Asphalt for Eden (2016)
- Endangered Philosophies (2017)